# Wladimir Ossipowitsch Bogomolow

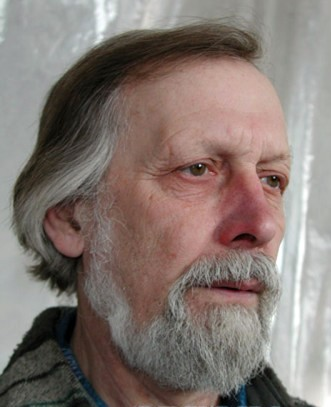
Wladimir Ossipowitsch Bogomolow

Wladimir Ossipowitsch Bogomolow (russisch Влади́мир О́сипович Богомо́лов, * 3. Juli 1926 in Kirillowka, Gouvernement Moskau; † 30. Dezember 2003 in Moskau) war ein sowjetischer Schriftsteller.

## Werdegang
Noch als Schüler erlebte Bogomolow den Zweiten Weltkrieg und wurde nach nur sieben Schuljahren Soldat. Am Kriegsende befehligte er eine Kompanie. Im Krieg wurde er verwundet und mit verschiedenen Medaillen ausgezeichnet. Er diente weiterhin in der Roten Armee, bis er 1950 als Geheimdienstler in der DDR eingesetzt wurde. Er verbrachte in den Jahren 1950 und 1951 dreizehn Monate, ohne dass Anklage erhoben wurde, im Gefängnis. Im Jahr 1952 trat er sodann zurück und widmete sich dem Schreiben; von 1952 bis 1958 studierte er an der Höheren Parteischule für Journalismus. Eine seiner frühen Kurzgeschichten, Iwan (1957), wurde 1962 als Iwans Kindheit (Иваново детство) von Andrej Tarkowski verfilmt.
Sein bekanntestes Werk ist August 44, welches von SMERSch-Agenten und ihren Aktivitäten erzählt – dem Aufspüren von Plünderern und Saboteuren. Teilweise wird die Handlung durch fiktive militärische Dokumente wie Befehle, Telegramme, Rundschreiben und Berichte unterbrochen. Der Roman wurde mehr als hundert Mal in verschiedenen Sprachen aufgelegt und zwei Mal verfilmt. In der Öffentlichkeit ist vor allem die Version aus dem Jahr 2001 von Michail Paschtuk bekannt. Bogomolow war mit diesem Werk unzufrieden und verlangte, nicht als Quelle des Drehbuchs genannt zu werden; namentlich beklagte Bogomolow die mangelnde Erfahrung des Regisseurs mit kriegerischen Themen.
Heute zweifeln einige Journalisten wie auch Historiker daran, dass Bogomolow überhaupt Militärdienst geleistet habe und vermuten, dass seine gesamte militärische Biografie eine einzige Erfindung gewesen sei.

## Werke
- Iwans Kindheit (1957, russisch Иван), verfilmt 1962
- Erste Liebe (1958)
- Zosja (1963, russisch Зося), erzählt die Liebesgeschichte zwischen einem sowjetischen Offizier und einem polnischen Mädchen; verfilmt 1967
- August 44 (1973, russisch В августе сорок четвертого), 1. deutsche Ausgabe bei Verlag Volk und Welt, Berlin 1977, verfilmt 2000.